# Saleh Kebzabo
Saleh Kebzabo (Léré, 27 de março de 1947) é um político e jornalista chadiano. Ele é o Presidente da União Nacional para a Democracia e Renovação (UNDR) e um Deputado na Assembléia Nacional do Chade. Foi designado primeiro-ministro pelo presidente Mahamat Déby em 12 de outubro de 2022.

## Carreira política
Kebzabo foi diretor da Chadian Press Agency, membro do Movimento Democrático para a Restauração do Chade (MDRT) e foi jornalista da Jeune Afrique e Demain l'Afrique. Posteriormente, ele foi o fundador do N'Djaména Hebdo, o primeiro jornal independente do Chade. Ele foi cônsul em Douala, Camarões, mas foi expulso de Camarões pelo presidente Paul Biya devido ao seu apoio ao predecessor de Biya, Ahmadou Ahidjo.
Ele foi um dos membros fundadores do partido político UNDR em dezembro de 1992. Em abril de 1993, após a Conferência Nacional Soberana, foi nomeado Ministro do Comércio e Indústria no governo do Primeiro Ministro Fidèle Moungar. Este governo durou apenas seis meses antes de o Conselho Superior de Transição (CST) aprovar uma moção de censura contra ele.
Acusado de trabalhar com rebeldes, Kebzabo foi preso em setembro de 1995 e mantido sob custódia por cinco dias. .</ref> Antes da prisão, sua casa foi revistada sem mandado na noite de 30 de agosto. Kebzabo foi libertado depois que a oposição protestou contra sua detenção e ele entrou com uma ação contra os funcionários responsáveis pelo incidente.
A base de suporte principal de Kebzabo está em Mayo-Kebbi. Ele foi um candidato na eleição presidencial de junho de 1996, ficando em terceiro lugar com 8,61% dos votos; ele então apoiou o presidente Idriss Déby para o segundo turno. Após a vitória de Déby, Kebzabo tornou-se Ministro das Relações Exteriores do Chade em agosto de 1996, servindo nessa posição até ser nomeado Ministro de Estado para Obras Públicas, Transporte, Habitação e Desenvolvimento Urbano em 21 de maio de 1997. Ele foi eleito para a Assembleia Nacional como candidato da UNDR no primeiro turno do Eleições parlamentares de 1997, embora tenha permanecido no governo e não tomou posse.
Kebzabo tornou-se Ministro de Estado de Minas, Energia e Petróleo em uma reforma de gabinete em 1º de janeiro de 1998,  mas foi demitido do governo em 11 de maio de 1998, junto com outros dois ministros da UNDR. Sobre seu demissão, disse que seus objetivos poderiam ser alcançados fora do governo. Em dezembro de 1999, foi nomeado ministro da Estado da Agricultura no governo do primeiro-ministro Nagoum Yamassoum.
Em 1º de abril de 2001, Kebzabo foi novamente indicado como candidato presidencial da UNDR para eleição daquele ano. "Lista de candidatos às eleições presidenciais aumenta"], IRIN, 3 de abril de 2001.</ref> Posteriormente, foi afastado do cargo de Ministro de Estado da Agricultura em 8 de abril; os outros membros UNDR do governo também foram demitidos. Antes disso, ele era considerado o segundo membro do governo, depois do primeiro-ministro. Especulou-se que Kebzabo escolheu concorrer à presidência nesta ocasião porque não teve sucesso nas negociações com Déby para o cargo de primeiro-ministro. Kebzabo disse mais tarde que havia participado do governo na crença que ao fazer isso ele poderia minar Déby dentro do sistema, e que como resultado ele acreditava que a UNDR era um "alvo permanente" de Déby.
Na eleição presidencial, realizada em 20 de maio de 2001, ele ficou em terceiro lugar com 7% dos votos. No final de maio, ele foi detido duas vezes brevemente pela polícia, junto com outros cinco candidatos da oposição.
Nas eleições parlamentares de abril de 2002, Kebzabo foi eleito para a Assembleia Nacional como candidato do PNUD do eleitorado de Léré em Mayo-Dallah, e tornou-se Presidente do Grupo Parlamentar Democrático durante a legislatura que se seguiu à eleição.
De acordo com Kebzabo, em 3 de fevereiro de 2008, durante uma batalha entre forças do governo e rebeldes em N'Djamena, soldados foram à casa de Kebzabo para prendê-lo, mas ele estava viajando na época. Ele disse que os soldados dispararam contra seu irmão. Em uma declaração em 26 de fevereiro, ele e outro líder da oposição, Wadel Abdelkader Kamougué, divulgaram uma declaração pedindo "a convocação imediata de um diálogo nacional abrangente", a libertação dos três líderes da oposição que haviam sido presos, juntamente com um inquérito internacional sobre as prisões e um cessar-fogo imediato.
Embora a UNDR seja membro da Coordenação dos Partidos Políticos para a Defesa da Constituição (CPDC), e a CPDC tenha optado por ingressar no governo do primeiro-ministro Youssouf Saleh Abbas em abril de 2008, Kebzabo recusou assumir um cargo no governo, dizendo que preferia que outro de seu partido entrasse no governo. Kebzabo disse que seu trabalho partidário na UNDR o estava absorvendo na época; ele descreveu este trabalho como "uma experiência enriquecedora" e disse que já estava começando os preparativos para as eleições parlamentares planejadas para 2009.
Em junho de 2017, os membros da coligação de oposição FONAC argumentaram que a Assembleia Nacional se tornou ilegítima ao continuar a funcionar para além de 21 de junho, dois anos após a prorrogação da legislatura, e que os deputados da oposição deveriam renunciar. Os deputados da oposição liderados por Saleh Kebzabo responderam que não renunciariam, sentindo que seria mais "útil" para eles permanecerem na Assembleia Nacional; no entanto, eles também disseram que a próxima eleição deve ser realizada prontamente, descartando a opinião de Déby de que o atraso foi necessário devido à falta de fundos e que, no futuro, o governo deve fazer todos os esforços para realizar eleições no prazo.
Em agosto de 2021, Saleh Kebzabo, o principal opositor do regime do ex-presidente chadiano Idriss Déby Itno, morto em abril de 2021 por rebeldes, foi nomeado vice-presidente do comitê organizador do "diálogo nacional inclusivo" para liderar as eleições presidenciais e legislativas eleições no Chade.